# Unsystematisches Risiko

Unsystematisches Risiko kann durch Risikodiversifizierung theoretisch komplett eliminiert werden.

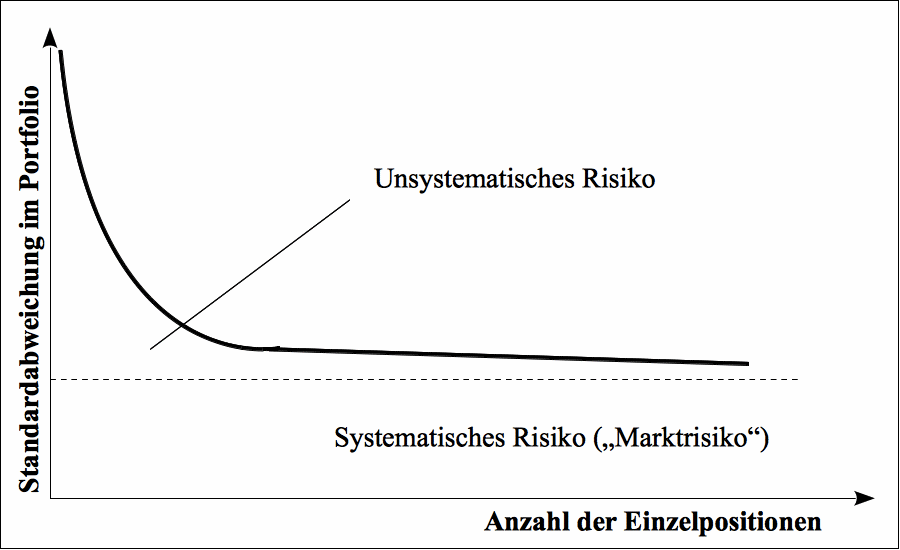
Alternative Darstellung

Das unsystematische Risiko (auch spezifisches, idiosynkratisches oder diversifizierbares Risiko) ist in der Portfoliotheorie und beim Capital Asset Pricing Model (CAPM) ein Finanzrisiko, das in einem Portfolio nur bei einem bestimmten Finanzinstrument oder Finanzprodukt vorkommt und deshalb durch Risikodiversifizierung beseitigt werden kann. Pendant ist das systematische Risiko.

## Allgemeines
Als Portfolio kommen beispielsweise das Fondsvermögen eines Investmentfonds, das Wertpapierdepot eines Anlegers, das Sicherungsvermögen eines Versicherers oder das Kreditportfolio eines Kreditgebers (Kreditinstitute) in Betracht. Die Definition zeigt, dass nur ein einzelnes Handelsobjekt und nicht das gesamte Portfolio vom unsystematischen Risiko betroffen ist. Die Einflussgrößen sind bei einem bestimmten Emittenten oder Kreditnehmer vorhanden wie dessen Unternehmensdaten, Emittentenrisiko, Kreditrisiko oder Rating. Das unternehmensspezifische Risiko sollte nicht bewertungsrelevant sein.
In einem Portfolio wirken sich zunächst systematische und unsystematische Risiken kumulativ aus, bis nach einer Risikodiversifizierung lediglich noch systematische Risiken als Restrisiko übrig bleiben.

## Überblick
Systematische und unsystematische Risiken unterscheiden sich wie folgt:
| Art                     | Merkmale                                                                                        | Risikomaß   | Risikodiversifizierung | Risikoprämie |
| ----------------------- | ----------------------------------------------------------------------------------------------- | ----------- | ---------------------- | ------------ |
| systematisches Risiko   | Gesetzesänderungen, Konjunktur, Änderung der Marktdaten, Marktentwicklung, Naturkatastrophen    | Betafaktor  | Nein                   | Ja           |
| unsystematisches Risiko | Unternehmensdaten wie Geschäftsrisiko, Kreditwürdigkeit, Rating, Reputation, Unternehmenskrisen | Alphafaktor | Ja                     | Nein         |

Das systematische Risiko besteht ausschließlich auf exogenen Einflüssen, das unsystematische Risiko dagegen aus endogenen, die nur bei einem bestimmten Emittenten oder Kreditnehmer vorhanden sind.
Zum unsystematischen Risiko gehören Managementfehler, wie zum Beispiel falsche Produktpolitik oder fehlende Kostensenkung. Aber auch das Bonitätsrisiko bei Unternehmensanleihen oder Krediten sowie Havarien. Auf jeden Fall aber ist die Risikoursache stets im Investment selbst begründet. Es steht dabei im Gegensatz zum Marktrisiko, das beispielsweise durch einen Schock verursacht wird, einen staatlichen Eingriff oder eine Naturkatastrophe.
Da beim unsystematischen Risiko die Marktteilnehmer durch geschickte Risikodiversifizierung ihr Portfolio optimieren können, wird hier keine Risikoprämie vergütet.

## Alphafaktor
Der Alphafaktor ist das Risikomaß für das unsystematische Risiko eines Finanzinstruments/Finanzprodukts und steht nur für das unsystematische Risiko. Er tritt bei einzelnen Finanzinstrumenten (Aktien, Anleihen), oder wenn diese sich im Portfolio (Wertpapierdepot, Kreditportfolio, Fondsvermögen, Sicherungsvermögen) befinden, auf. Der Alphafaktor ist bei einem unendlich granularen und maximal risikodiversifizierten Portfolio 100 %, was nicht den üblichen Marktdaten entspricht. Im Derivate-Handel ist der Alphafaktor meist 110 % oder höher. Auf einem vollständig effizienten Finanzmarkt ist der Alphafaktor stets „Null“, denn diese Marktform kennt nur einen einheitlichen Marktpreis. Er soll ausdrücken, ob ein Finanzinstrument überbewertet oder unterbewertet ist. Dabei zeigt ein positiver Alphafaktor Unterbewertung, ein negativer Überbewertung des Finanzinstruments an.

## Formale Darstellung
Das Gesamtrisiko {\displaystyle R_{G}} eines Portfolios oder eines einzelnen Finanzinstruments setzt sich aus dem Alphafaktor {\displaystyle \alpha } und dem Betafaktor {\displaystyle \beta } zusammen:
{\displaystyle R_{G}=\alpha +\beta }.
Durch vollständige Risikodiversifizierung des unsystematischen Risikos beträgt der Alphafaktor 100 % im Portfolio oder bei einem einzelnen Finanzinstrument. Wurde das unsystematische Risiko durch Risikodiversifizierung vollständig eliminiert, weist das Portfolio lediglich noch einen Betafaktor auf.
Um den Unterschied von systematischem und unsystematischem Risiko zu verdeutlichen, werden die zwei klassischen Fälle von unkorrelierten und korrelierten Wertpapieren genauer betrachtet. In dem in der Realität seltenen Fall, dass zwischen den Anlagemöglichkeiten eine negative Korrelation besteht (hier ein Korrelationskoeffizient von −1), lässt sich durch Portfoliobildung das Risiko insgesamt komplett eliminieren. Im realistischen Fall nicht perfekt negativ korrelierter Wertpapiere kann nur das unsystematische Risiko eliminiert werden, ein Rest wird stets übrig bleiben.

### Unkorrelierte Wertpapiere
Es gebe verschiedene Wertpapiere, deren jeweilige Renditen (Aktienrendite, Anleihenrendite) {\displaystyle R_{i}} und {\displaystyle R_{j}} seien. Deren Kovarianz beträgt null ({\displaystyle \operatorname {Cov} [R_{i},R_{j}]}), und die Portfoliovarianz reduziert sich somit:
{\displaystyle \operatorname {Var} [R_{P}]=\sum _{i=1}^{n}\alpha _{i}^{2}\operatorname {Var} [R_{i}]}.
Hierin stehen {\displaystyle \alpha _{i}} für den Anteil, den man am jeweiligen Wertpapier hält. Zur Vereinfachung wird oft eine naive Diversifikation angenommen, d. h., es wird in alle Wertpapiere ein gleich hoher Anteil investiert ({\displaystyle \alpha _{i}={\frac {1}{n}}}). Dann lässt sich schreiben:
{\displaystyle \operatorname {Var} [R_{P}]=\sum _{i=1}^{n}{\frac {1}{n^{2}}}\operatorname {Var} [R_{i}]={\frac {1}{n}}\left(\sum _{i=1}^{n}{\frac {\operatorname {Var} [R_{i}]}{n}}\right).}
Der letzte Term beschreibt die durchschnittliche Varianz der Wertpapiere {\displaystyle {\overline {\operatorname {Var} }}}, und man schreibt alternativ:
{\displaystyle \operatorname {Var} [R_{P}]={\frac {1}{n}}{\overline {\operatorname {Var} }}}.
In der Grenzwertbetrachtung (für immer größere Portfolios) wird {\displaystyle n} sehr groß und demnach die Varianz immer kleiner:
{\displaystyle \lim _{n\to \infty }\operatorname {Var} [R_{P}]=0}.
Im Idealfall kann das unsystematische Risiko der Wertpapiere durch eine hinreichende große Portfolio-Diversifikation nicht nur reduziert, sondern eliminiert werden.

### Korrelierte Wertpapiere
Für den Fall korrelierter Wertpapiere, werden diese Formeln nach der Formel von Bienaymé etwas größer:
{\displaystyle {\begin{aligned}\operatorname {Var} [R_{P}]&=\sum _{i=1}^{n}{\frac {1}{n^{2}}}\operatorname {Var} [R_{i}]+\sum _{i=1}^{n}\sum _{j=1,j\neq i}^{n}{\frac {1}{n^{2}}}\operatorname {Cov} [R_{i},R_{j}]\\\operatorname {Var} [R_{P}]&={\frac {1}{n}}\left(\sum _{i=1}^{n}{\frac {1}{n}}\operatorname {Var} [R_{i}]\right)+{\frac {n-1}{n}}\left(\sum _{i=1}^{n}\sum _{j=1,j\neq i}^{n}{\frac {\operatorname {Cov} [R_{i},R_{j}]}{n(n-1)}}\right)\end{aligned}}}
Im ersten Summanden steht wiederum die durchschnittliche Varianz aller Wertpapiere, und im zweiten Summanden die durchschnittliche Kovarianz derselben. Verkürzt lässt sich schreiben:
{\displaystyle \operatorname {Var} [R_{P}]={\frac {1}{n}}{\overline {\operatorname {Var} }}+{\frac {n-1}{n}}{\overline {\operatorname {Cov} }}}.
Dies führt in der Grenzwertbetrachtung dazu, dass diese durchschnittliche Kovarianz erhalten bleibt:
{\displaystyle \lim _{n\to \infty }\operatorname {Var} [R_{P}]={\overline {\operatorname {Cov} }}}.

### Kapitalmarktlinie
Die Kapitalmarktlinie ist ein Baustein des CAPM, das eine Weiterentwicklung der Portfoliotheorie ist. Deren zentrale Gleichung enthält ebenfalls die Aufteilung der beiden Risikoarten:
{\displaystyle \operatorname {E} [R_{i}]=r_{f}+\beta _{i}(\operatorname {E} [R_{m}]-r_{f})}.
In diesem Modell wird zusätzlich das Konzept des risikofreien Zinssatzes berücksichtigt und der Betafaktor. Für ein positives Beta muss der erwartete Ertrag einer Anlage über dem systematischen Risiko liegen.

## Wirtschaftliche Aspekte
Das unsystematische Risiko kann durch Risikodiversifizierung vollständig beseitigt werden. Diese erfolgt durch Streuung im Portfolio etwa nach Anlageklassen, Bonität, Branchen (Branchenmix), Fremdwährungen, Kreditnehmern, Laufzeiten, Regionen, Risikoklassen oder Staaten sowie der Vermeidung/Beseitigung von Klumpenrisiko oder Verringerung der Kredithöhe. Zudem können Sicherungsgeschäfte unsystematische Risiken bei einzelnen Finanzprodukten/Finanzinstrumenten ganz oder teilweise eliminieren wie etwa ein Credit Default Swap das Kreditrisiko.